# محسن خضر الخفاجي
محسن خضر عباس الخفاجي كان سياسيا عراقيا وعضوا في القيادة القطرية لحزب البعث العربي الاشتراكي، وكان مسؤولا عن تنظيمات محافظة القادسية.
ورد اسمه ضمن قائمة العراقيين المطلوبين لدى الولايات المتحدة، وظهر ضمن مجموعة أوراق اللعب لأهم المطلوبين العراقيين، فألقي القبض عليه في 7 شباط/فبراير 2004
حققت معه المحكمة العراقية المختصة بمحاكمة الرئيس السابق صدام حسين وحكومته في قضية أحداث عام 1991 في جنوب العراق.
توفى في تموز/يوليو عام 2017 في سجن الناصرية.
في عام 2017، أقر مجلس النواب العراقي قانونا ينص على مصادرة الأموال المنقولة وغير المنقولة لكل من صدام حسين وزوجاته وأولاده وأحفاده وأقربائه حتى الدرجة الثانية ووكلائهم ومصادرة أموال قائمة من 52 من أركان النظام السابق، كان من بينهم محسن خضر الخفاجي.

## روابط خارجية
محسن خضر الخفاجي عضو القيادة القطرية لحزب البعث العربي الاشتراكي في العراق ( الديوانية ) على يوتيوب